# Cameron Jordan
Cameron Tyler Jordan (* 10. Juli 1989 in Minneapolis, Minnesota) ist ein US-amerikanischer American-Football-Spieler. Er spielt bei den New Orleans Saints in der National Football League (NFL) auf der Position des Defensive End.

## College
Cameron Jordan, Sohn von Steve Jordan, langjähriger Tight End der Minnesota Vikings, besuchte die University of California, Berkeley und spielte für deren Team, die Golden Bears, von 2007 bis 2010 erfolgreich  College Football, wobei er nicht nur 16,5 Sacks, sondern auch 2 Touchdowns erzielen konnte.

## NFL
Beim NFL Draft 2011 wurde er in der ersten Runde als insgesamt 24. von den New Orleans Saints ausgewählt. Da er konstant gute Leistungen brachte und von Verletzungen verschont blieb, trat er seither in jedem Spiel für die Saints an. 2013 und 2015 wurde er für den Pro Bowl nominiert.
Zu Beginn der Saison 2015 wählten seine Mitspieler ihn und Brandon Browner zu den beiden Mannschaftskapitänen der Defense.
Am 12. Juni 2019 verlängerten die Saints den noch gültigen Vertrag mit Jordan um weitere drei Jahre bis 2023. Der Vertrag umfasst ein Volumen von 55,5 Millionen US-Dollar bei einer Garantiesumme von 42 Millionen Dollar.
Jordan spielte über mehrere Spielzeiten hindurch konstant auf außergewöhnlich hohem Niveau, so wurde er bislang (Stand 2020) nicht nur sechsmal in den Pro Bowl berufen, sondern auch in das National Football League 2010s All-Decade Team gewählt.

## Privat
Er ist der Schwager des deutschen American-Football-Spielers Kasim Edebali.